# Karan Johar
Karan Johar (ur. 25 maja 1972 w Bombaju, Indie) – indyjski reżyser, scenarzysta i producent, również aktor. Syn producenckiej pary Yasha Johara i Hiroo Johar.
Karierę filmową rozpoczynał w 1995 występując u boku przyjaciela, Shahrukh Khana, w filmie Żona dla zuchwałych. Od tego czasu z aktorem tym współpracuje regularnie jako producent, reżyser, scenarzysta oraz osobisty kostiumograf gwiazdora.
W 1998 Karan Johar zadebiutował, obrazem Coś się dzieje, jako reżyser. Film, w którym wystąpili m.in. Shahrukh Khan, Kajol i Rani Mukerji, odniósł wielki sukces w Indiach, zdobył osiem statuetek Filmware Awards – hinduskich Oscarów (m.in. w kategoriach Najlepszy film, Najlepszy reżyser, Najlepszy scenariusz) i otworzył młodemu reżyserowi drzwi do wielkiej kariery.
Jeszcze większym sukcesem okazał się drugi film Johara – Czasem słońce, czasem deszcz. Reżyserowi udało się zgromadzić na planie największe gwiazdy indyjskiego kina (m.in. Amitabh Bachchan, Shahrukh Khan, Kajol, Kareena Kapoor, Jaya Bhaduri), czego efektem była rekordowa, wynosząca już ponad miliard widzów na całym świecie, liczba widzów w kinach. Kolejny film młodego reżysera, Nigdy nie mów żegnaj, wszedł do kin latem 2006.
Oprócz pracy w filmie, Karan Johar pracuje również w telewizji – prowadzi talk-show Koffee with Karan, do którego zaprasza znanych bollywoodzkich aktorów.
30 września 2006 pełnił funkcję jednego z jurorów w wyborach Miss World w Warszawie.

## Filmografia

### Jako reżyser
- Coś się dzieje (Kuch Kuch Hota Hai, 1998)
- Czasem słońce, czasem deszcz (Kabhi Khushi Kabhie Gham..., 2001)
- Nigdy nie mów żegnaj (Kabhi Alvida Naa Kehna, 2006)
- Nazywam się Khan (My Name Is Khan, 2010)
- Student roku (Student of the Year, 2012)
- Bombay Talkies (2013)
- Serce nie sługa (Ae dil hai mushkil, 2016)

### Jako scenarzysta
- Coś się dzieje (Kuch Kuch Hota Hai, 1998)
- Czasem słońce, czasem deszcz (Kabhi Khushi Kabhie Gham..., 2001)
- Gdyby jutra nie było (Kal Ho Naa Ho, 2003)
- Nigdy nie mów żegnaj (Kabhi Alvida Naa Kehna, 2006)
- Kurbaan (2009)
- Koochie Koochie Hota Hai (2011)
- Student roku (Student of the Year, 2012)
- Bombay Talkies (2013)
- Serce nie sługa (Ae dil hai mushkil, 2016)

### Jako producent
- Sobowtór (Duplicate, 1998) współproducent
- Gdyby jutra nie było (Kal Ho Naa Ho, 2003)
- Czas zguby (Kaal, 2005) współproducent
- To właśnie przyjaźń (Dostana, 2008)
- Wake Up Sid (2009)
- Kurbaan (2009)
- I Hate Luv Storys (2010)
- We Are Family (2010)
- Nazywam się Khan (2010)
- Koochie Koochie Hota Hai (2011)
- Stand by Me (2011)
- Agneepath (2011)
- Ek Main Aur Ekk Tu (2012)
- Student roku (2012)
- Gippi (2013)
- Yeh Jawaani Hai Deewani (2013)
- Gori Tere Pyaar Mein (2013)
- Hasee Toh Phasse (2014)
- 2 States (2014)
- Humpty Sharma Ki Dulhania (2014)
- Ungli (2014)
- All India Bakchod Knockout (2015)
- Brothers (2015)
- Shaandaar (2015)
- Kapoor & Sons (2016)
- Baar Baar Dekho (2016)
- Serce nie sługa (Ae dil hai mushkil, 2016)
- Dear Zindagi (2016, współpraca z Red Chillies Entertainment)
- Badrinath Ki Dulhania (2017)

### Jako kostiumograf
- Serce jest szalone (Dil To Pagal Hai, 1997)
- Sobowtór (Duplicate, 1998)
- Miłość żyje wiecznie (Mohabbatein, 2000)
- Jestem przy tobie (Main Hoon Na, 2004)
- Veer-Zaara (2004)
- Om Shanti Om (2007)

### Jako aktor
- Indradhanush (1989) serial telewizyjny
- Żona dla zuchwałych (Dilwale Dulhania Le Jayenge, 1995) jako Rocky, przyjaciel Raja
- Home Delivery: Aapko... Ghar Tak (2005) jako Karan Johar
- Nigdy nie mów żegnaj (Kabhi Alvida Naa Kehna, 2006) jako Mężczyzna w pociągu
- C Kkompany (2008)
- Fashion (2008)
- Luck by Chance (2009)
- Bombay Velvet (2015) – Kaizad Khambatta
- Shaandaar (2015)